# Bezirksliga Mittelschlesien 1933/34
De Bezirksliga Mittelschlesien 1933/34 was het eerste voetbalkampioenschap van de Bezirksliga Mittelschlesien, het tweede niveau onder de Gauliga Schlesien en een van de drie reeksen die de tweede klasse vormden. Polizei SV Breslau werd kampioen en nam deel aan de promotie-eindronde samen met de andere kampioenen van de Bezirksliga's. Slechts twee teams promoveerden, Breslau werd derde achter SC Schlesien Haynau en SpVgg Deichsel Hindenburg.

## Deelnemers

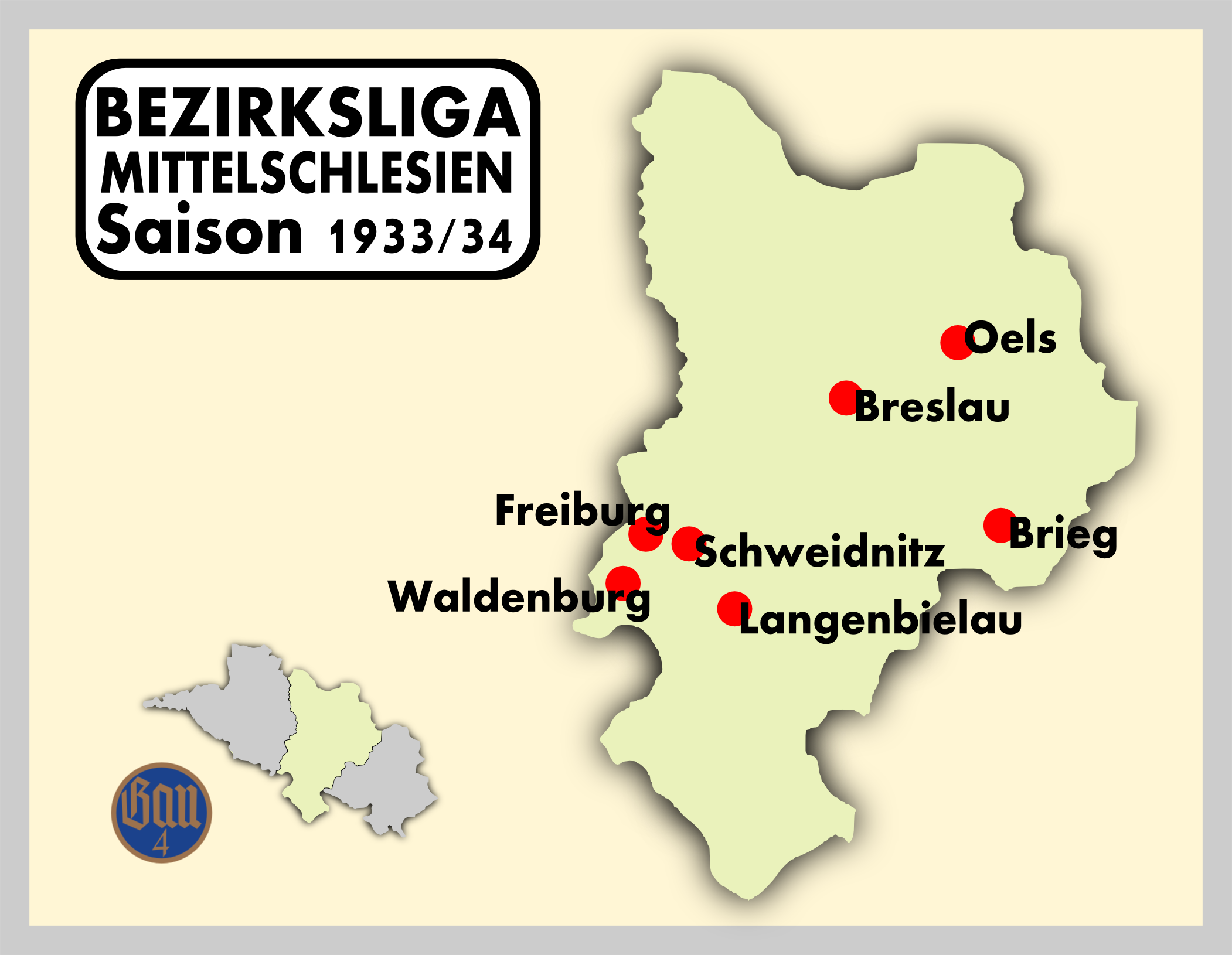
Speelsteden Bezirksliga Mittelschlesien.

De volgende clubs waren voor de Bezirksliga gekwalificeerd:
- Uit de Breslause A-Liga 1932/33
  - VfB Breslau
  - VSV Union Wacker Breslau
  - SC Alemannia Breslau
- Uit de Breslause B-Liga 1932/33
  - Polizei SV Breslau (nieuw opgerichte club)
  - VfR Schlesien 1897 Breslau (Fusie tussen VfR 1897 Breslau & SC Schlesien Breslau)
  - SpVgg Germania Breslau
- De twee finalisten van de Midden-Silezische competitie 1932/33:
  - SC Brega 09 Brieg
  - STC 1892 Oels (fusie tussen SSC 1901 Oels, VfR Oels & TSVgg Jahn Oels)
- De twee bestgeklasseerde teams uit de Berglandse competitie groep Oost 1932/33:
  - VfB Preußen Langenbielau (fusie tussen VfB Langenbielau & SC Preußen Langenbielau)
  - DSV Schweidnitz (fusie tussen SV Preußen Schweidnitz en VfR 1915 Schweidnitz)
- De twee bestgeklasseerde teams uit de Berglandse competitie groep West 1932/33:
  - Waldenburger SV 09
  - SV Silesia Freiburg

## Bezirksliga
| Plaats | Club                       | Wed. | W  | G | V  | Saldo | Ptn.   |
| ------ | -------------------------- | ---- | -- | - | -- | ----- | ------ |
| 1.     | Polizei SV Breslau         | 22   | 16 | 3 | 3  | 81:40 | 35:09  |
| 2.     | VfB Breslau                | 22   | 15 | 4 | 3  | 81:33 | 34:10  |
| 3.     | DSV Schweidnitz            | 22   | 15 | 2 | 5  | 79:36 | 32:12  |
| 4.     | VfB Preußen Langenbielau   | 22   | 12 | 4 | 6  | 60:50 | 28:16  |
| 5.     | SC Alemannia Breslau       | 22   | 10 | 6 | 6  | 54:36 | 26:18  |
| 6.     | SC Brega 09 Brieg          | 22   | 10 | 3 | 9  | 49:51 | 23:21^ |
| 7.     | VfR Schlesien 1897 Breslau | 22   | 7  | 2 | 13 | 57:67 | 16:28  |
| 8.     | Waldenburger SV 09         | 22   | 6  | 3 | 13 | 69:74 | 15:29  |
| 9.     | STC 1892 Oels              | 22   | 5  | 5 | 12 | 41:70 | 15:29  |
| 10.    | SpVgg Germania Breslau     | 22   | 6  | 3 | 13 | 38:71 | 15:29  |
| 11.    | SV Silesia Freiburg        | 22   | 5  | 3 | 14 | 50:98 | 13:31  |
| 12.    | VSV Union Wacker Breslau   | 22   | 5  | 2 | 15 | 46:79 | 12:32  |

|  | Deelname promotie-eindronde    |
|  | Degradatie naar 1. Kreisklasse |

## Promotie-eindronde Kreisklasse
De kampioenen van de Kreisklassen bekampten elkaar voor twee promotieplaatsen.

### Voorronde
|             |                    |       |                       |         |
| 27 mei 1934 | SC Preußen Namslau | 1 – 8 | Breslauer SpVgg 02 II | Namslau |
| 27 mei 1934 |                    |       |                       | Namslau |

|             |                |       |                                  |             |
| 27 mei 1934 | SV Trachenberg | 3 – 4 | Vgt. Sportfreunde Preußen Wohlau | Trachenberg |
| 27 mei 1934 |                |       |                                  | Trachenberg |

|             |                        |       |                               |             |
| 27 mei 1934 | RSV Hertha Münsterberg | 4 – 0 | Reichsbahn SV Schlesien Brieg | Münsterberg |
| 27 mei 1934 |                        |       |                               | Münsterberg |

|             |                      |       |                                 |             |
| 27 mei 1934 | SpVgg Reichenbach 08 | 4 – 1 | SV Preußen Waldenburg-Altwasser | Reichenbach |
| 27 mei 1934 |                      |       |                                 | Reichenbach |

### Finale
|              |                                  |       |                       |        |
| 10 juni 1934 | Vgt. Sportfreunde Preußen Wohlau | 1 – 4 | Breslauer SpVgg 02 II | Wohlau |
| 10 juni 1934 |                                  |       |                       | Wohlau |

|              |                        |       |                      |          |
| 24 juni 1934 | RSV Hertha Münsterberg | 3 – 1 | SpVgg Reichenbach 08 | Strehlen |
| 24 juni 1934 |                        |       |                      | Strehlen |